# Laâyoune-Boujdour
Laâyoune-Boujdour is een regio in Marokko. De hoofdstad is al-Ajoen. De regio ligt ten zuidwesten van de regio Guelmim-Es Semara, ten noorden van de regio Oued ed Dahab-Lagouira, in het zuidoosten grenst de regio aan Mauritanië en in het noorden en westen aan de Atlantische Oceaan. Laâyoune-Boujdour is met een oppervlakte van 139.480 km² de grootste Marokkaanse regio qua oppervlakte en heeft 256.152 inwoners (2004). Het grof gearceerde gebied is bezet door Marokko; het fijn gearceerde gebied wordt ook geclaimd door Marokko, maar staat niet onder Marokkaanse controle.
De regio bestaat uit twee provincies:
- Boujdour
- Laâyoune

De provincie Boujdour, alsmede een groot deel van de provincie Laâyoune, vallen binnen de grenzen van de door Marokko geclaimde Westelijke Sahara.
Naast al-Ajoen zijn er andere grote plaatsen in Laâyoune-Boujdour:
- Boujdour
- El Marsa
- Gueltat Zemmour

Huidige regio's: Béni Mellal-Khénifra · Casablanca-Settat · Dakhla-Oued Eddahab · Drâa-Tafilalet · Fès-Meknès · Guelmim-Oued Noun · Laâyoune-Sakia El Hamra ·  Marrakech-Safi · Oriental · Rabat-Salé-Kénitra · Souss-Massa · Tanger-Tétouan-Al Hoceïma

Oude regio's voor 2015: Chaouia-Ouardigha · Doukala-Abda · Fez-Boulmane · Gharb-Chrarda-Béni Hsen · Grand Casablanca · Guelmim-Es Semara · Laâyoune-Boujdour · Marrakech-Tensift-Al Haouz · Meknès-Tafilalet · Oriental · Oued ed Dahab-Lagouira · Rabat-Salé-Zemmour-Zaer · Souss-Massa-Daraâ · Tadla-Azilal · Tanger-Tétouan · Taza-Al Hoceïma-Taounate